# Am seidenen Faden (Lied)
Am seidenen Faden ist ein Lied des deutschen Singer-Songwriters Tim Bendzko. Es wurde als titelgebendes Lied auf dem gleichnamigen Album eingespielt und am 10. Mai 2013 als Lied veröffentlicht. Es konnte aber nicht den Erfolg von Nur noch kurz die Welt retten anknüpfen und erreichte nur Platz 11 in den deutschen Singlecharts, obwohl das Lied von selben Produzenten produziert wurde. Prägnanter als der Titel ist in dem Lied die sich wiederholende Zeile „ich will keine Winter mehr“.

## Rezeption
Artur Schulz rezensierte das Lied für die Musikdatenbank Laut.de. Seiner Meinung nach ist die Ballade Am seidenen Faden eher unauffällig und spannungsarm.

„Für den Titeltrack "Am Seidenen Faden" gönnt sich der Berliner einen einnehmend wiegenden Balladenausflug. Unspektakulär, irgendwie wohltuend, aber auch recht spannungsarm und gefährlich nah am Rande der Austauschbarkeit.“

Während die übrigen Lieder des Albums auf juiced.de keinen bleibenden Eindruck machen, wird das Lied gelobt:

„Eine kleine Ausnahme bildet der Titelsong. Der Text ist griffig, die Melodie bleibt im Ohr.“

## Charts
| ChartsChartplatzierungen | Höchstplatzierung | Wochen |
| ------------------------ | ----------------- | ------ |
| Deutschland (GfK)        | 11 (10 Wo.)       | 10     |
| Österreich (Ö3)          | 26 (5 Wo.)        | 5      |
| Schweiz (IFPI)           | 65 (2 Wo.)        | 2      |